# Чемпіонат світу із супербайку
Чемпіонат світу Супербайк (Superbike World Championship) – чемпіонат світу з кільцево-шосейних мотоперегонів у класі Супербайк. Вважається другим в світі по складності, швидкості та  престижності після мотоперегонів формули MotoGP.

## Регламент
Проходить за формулою - в перегонах можуть брати участь серійні мотоцикли з об'ємом двигуна до 1000 см³. За регламентом 2014 року в серії повинно бути не менше 1000 мотоциклів, збудованих протягом двох років. Гонки проходять по таких же трасах такого же типу, що і MotoGP або автомобільні Формула 1.
Чемпіонські титули розподіляються як серед мотогонщиків, так і серед фірм-виробників.
Об'єм двигунів і мінімальна вага
| Двигуни                       | Ліміти об'єму           | Мінімальна вага |
| ----------------------------- | ----------------------- | --------------- |
| 4-циліндрові 4-тактні двигуни | від 750 см³ до 1000 см³ | 162 кг          |
| 3-циліндрові 4-тактні двигуни | від 750 см³ до 1000 см³ | 162 кг          |
| 2-циліндрові 4-тактні двигуни | від 850 см³ до 1200 см³ | 168 кг          |

## Історія
Перший чемпіонат було проведено 1988 року. Перший час чемпіонат тримався на участі в ньому таких великих японських виробників мотоциклів як Honda, Yamaha, Kawasaki та Suzuki. Але найуспішнішим (найтитулованішим) учасником за всю його історію є італійська фірма Ducati.

## Чемпіони світу
| Рік  | Гонщик-чемпіон   | Мотоцикл переможця   | Чемпіон серед фірм-виробників |
| ---- | ---------------- | -------------------- | ----------------------------- |
| 1988 | Фред Меркель     | Honda VFR 750 R      | Honda                         |
| 1989 | Фред Меркель     | Honda VFR 750 R      | Honda                         |
| 1990 | Раймон Роше      | Ducati 851           | Honda                         |
| 1991 | Дуг Полен        | Ducati 851           | Ducati                        |
| 1992 | Дуг Полен        | Ducati 851           | Ducati                        |
| 1993 | Скот Рассел      | Kawasaki ZXR750      | Ducati                        |
| 1994 | Карл Фогерті     | Ducati 916 R         | Ducati                        |
| 1995 | Карл Фогерті     | Ducati 916 R         | Ducati                        |
| 1996 | Трой Корсер      | Ducati 916 R         | Ducati                        |
| 1997 | Джон Кочінскі    | Honda RVF 750 RC45   | Honda                         |
| 1998 | Карл Фогерті     | Ducati 916 R         | Ducati                        |
| 1999 | Карл Фогерті     | Ducati 916 R         | Ducati                        |
| 2000 | Колін Едвардс    | Honda SC45           | Ducati                        |
| 2001 | Трой Бейліс      | Ducati 916 R         | Ducati                        |
| 2002 | Колін Едвардс    | Honda SC45           | Ducati                        |
| 2003 | Нейл Ходжсон     | Ducati 999           | Ducati                        |
| 2004 | Джеймс Тоузленд  | Ducati 999           | Ducati                        |
| 2005 | Трой Корсер      | Suzuki GSX-R 1000    | Suzuki                        |
| 2006 | Трой Бейліс      | Ducati 999           | Ducati                        |
| 2007 | Джеймс Тоузленд  | Honda Fireblade      | Yamaha                        |
| 2008 | Трой Бейліс      | Ducati 1098          | Ducati                        |
| 2009 | Бен Спіс         | Yamaha YZF-R1        | Ducati                        |
| 2010 | Макс Б'яджі      | Aprilia RSV4         | Aprilia                       |
| 2011 | Карлос Чека      | Ducati 1098          | Ducati                        |
| 2012 | Макс Б'яджі      | Aprilia RSV4         | Aprilia                       |
| 2013 | Том Сайкс        | Kawasaki ZX-10R      | Aprilia                       |
| 2014 | Сільвен Гвінтолі | Aprilia RSV4         | Aprilia                       |
| 2015 | Джонатан Рей     | Kawasaki ZX-10R      | Kawasaki                      |
| 2016 | Джонатан Рей     | Kawasaki ZX-10R      | Kawasaki                      |
| 2022 | Альваро Баутіста | Ducati Panigale V4 R | Ducati                        |

## Мотоцикли класу Супербайк
Список компаній станом на 2011 рік:
- Ducati: 851, 888, 916, 996, 998, 999, 1098, 1198
- BMW: S1000RR
- Honda: RC30, RC45, RC51, CBR1000RR
- Yamaha: FZR750, YZF750, YZF-R7, YZF-R1
- Kawasaki: GPX750R, ZXR750, ZX-7RR, ZX-10R
- Suzuki: GSX-R750, GSX-R1000
- Aprilia: RSV Mille R, RSV 4
- Benelli: Tornado Tre 900
- Bimota: YB4EI, SB8R
- Petronas: FP1
- MV Agusta: MV Agusta F4

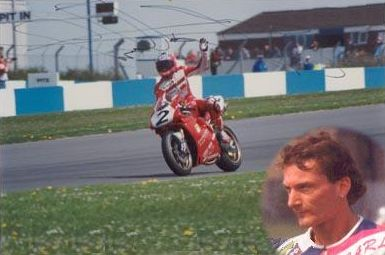
Карл Фогерті найтитулованіший пілот за історію Супербайку
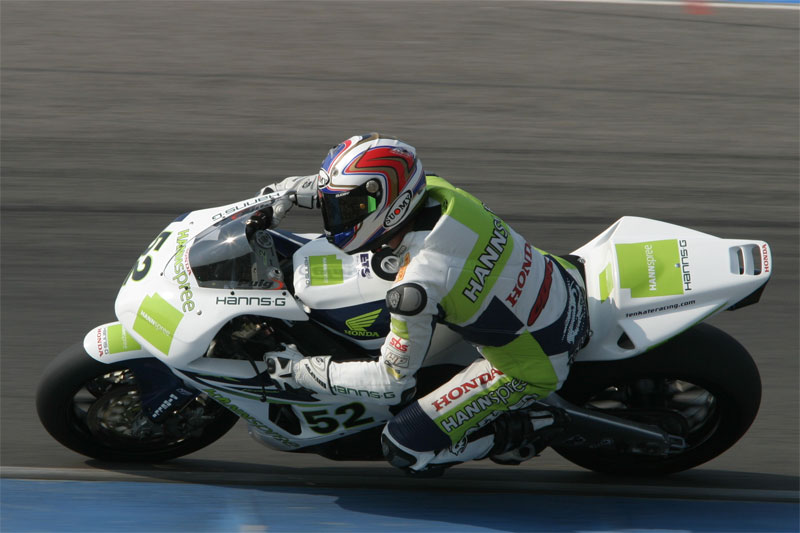
Джеймс Тоузленд за кермом Honda CBR1000RR
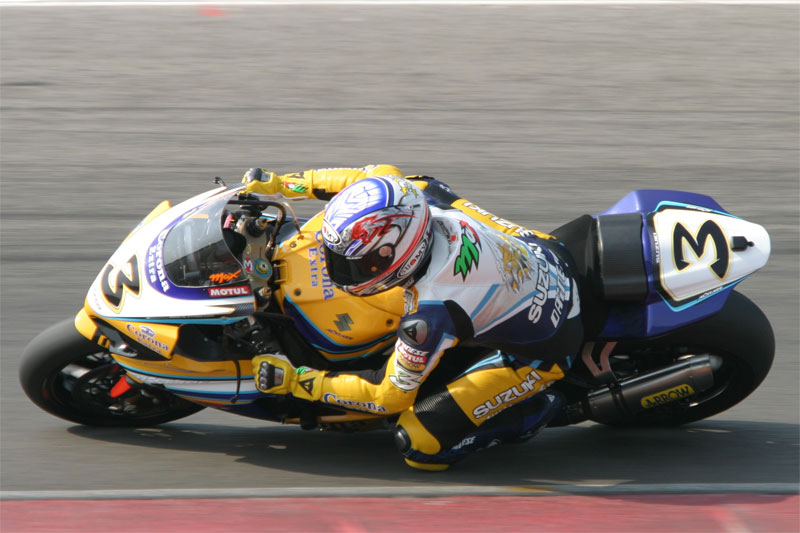
Макс Б'яджі за кермом Suzuki GSX-R1000 K7
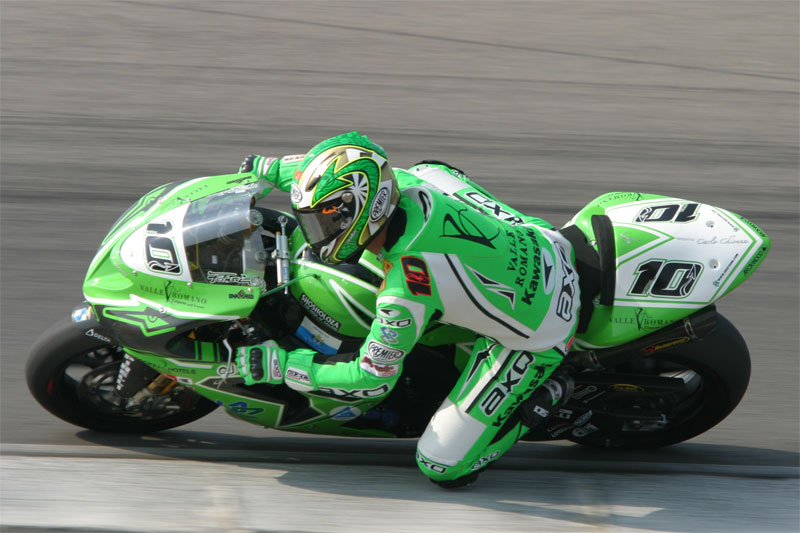
Фонсі Ньєто за кермом Kawasaki ZX-10R

## Система нарахування очок
| Позиція (місце) | 1  | 2  | 3  | 4  | 5  | 6  | 7 | 8 | 9 | 10 | 11 | 12 | 13 | 14 | 15 |
| --------------- | -- | -- | -- | -- | -- | -- | - | - | - | -- | -- | -- | -- | -- | -- |
| Очок            | 25 | 20 | 16 | 13 | 11 | 10 | 9 | 8 | 7 | 6  | 5  | 4  | 3  | 2  | 1  |

## Рекорди швидкості
| дата      | пілот       | швидкість | мотоцикл       | місце          |
| --------- | ----------- | --------- | -------------- | -------------- |
| 8.05.2010 | Макс Б'яджі | 326,9 кмг | Aprilia RSV4   | автодром Монца |
| 5.05.2012 | Том Сайкс   | 339,5 кмг | Kawasaki ZX10R | автодром Монца |
| -         | -           | -         | -              |                |

## Виноски
1. ↑  Motorsport Aktuell